# Verschwörer (1949)
Verschwörer (Originaltitel: Conspirator) ist ein britischer Thriller von Victor Saville aus dem Jahr 1949 mit Robert Taylor und Elizabeth Taylor in den Hauptrollen.

## Handlung
London 1949: Eine junge amerikanische Schönheit, Melinda Greyton, und der schneidige, aber einsame englische Major Michael Curragh verlieben sich ineinander und heiraten. Das Problem ist, dass er ein sowjetischer Spion ist. Als Melinda das Doppelleben ihres Mannes entdeckt und ihn drängt, die Spionagetätigkeit sein zu lassen, fürchten die russischen Auftraggeber, dass Melinda ihnen gefährlich werden könne. Michael soll sie töten, bringt das aber nicht fertig, weil er sie liebt. Seine Auftraggeber erteilen ihm daraufhin den Befehl, Suizid zu begehen. Melinda, die in ihren Gefühlen hin- und hergerissen ist, kann dies nicht verhindern, wird vom englischen Geheimdienst, der Michaels Spionagetätigkeit schon seit langem beobachtet, aber aufgefordert, das Spiel ihres Mannes weiterzuspielen.

## Hintergrund
Der Schwarzweiß-Film wurde von den britischen MGM-Studios produziert, die auch den Film verliehen. Die Dreharbeiten fanden von November 1948 bis Februar 1949 statt.
Die Premiere wurde am 9. Dezember 1949 gefeiert. In den USA wurde der Film ab dem 24. März 1950 gezeigt. In Deutschland hatte der Film am 29. Mai 1959 Erstaufführung.

## Kritik
„Mißlungener Politthriller vor dem Hintergrund des in den USA wachsenden Anti-Kommunismus. Was den Gardeoffizier aus alter Familie zum Kommunismus und zum Verrat führt, bleibt – von Phrasen abgesehen – offen, und somit fehlt den soliden schauspielerischen Leistungen jeder psychologische Boden.“